# Англо-русский комитет единства
Англо-русский комитет единства (англ. Anglo-Russian Committee, ARC) — организация, созданная как орган сотрудничества советских профсоюзов с британскими «тред-юнионами».
Официально был образован в апреле 1925 года по инициативе профсоюзов СССР на англо-советской профсоюзной конференции в Лондоне. Формально комитет ставил своей задачей «добиваться единства в международном профсоюзном движении», вести борьбу против подготовки к войне и «усиливать борьбу против наступления капитала на рабочий класс». Организация находилась в конфликте с Генсоветом тред-юнионов: конфликт завершился в сентябре 1927 года, когда — в связи с разрывом дипломатических отношений между Великобританией и СССР — комитет был ликвидирован.
С ликвидацией комитета связана знаменитая фраза Сталина: «Пойдёшь налево, — придёшь направо».